# Sadou Hayatou
Sadou Hayatou (* 15. Februar 1942 in Garou; † 1. August 2019) war ein Politiker aus Kamerun.
Hayatou wurde in Garou, Kamerun geboren und wuchs auch dort auf. Nach dem Besuch der Grundschule setzte er die weitere Ausbildung in Frankreich fort, wo er in Toulouse die Schule besuchte. Anschließend begann er mit dem Studium, das er mit dem Bachelor of Science beendete. Nach dem Studium kehrte er nach Kamerun zurück und wurde dort Direktor einiger Unternehmen. 1969 bis 1970 war er Vizepräsident einer internationalen Kakaoproduktion.

## Politischer Werdegang
Sadou Hayatou hatte einige Positionen in der kamerunischen Regierung inne. Durch seine wirtschaftliche Erfahrung wurde Hayatou Landwirtschaftsminister Kameruns und war vom 22. August 1983 bis 24. August 1985 im Amt. Später war er vom 4. Dezember 1987 bis 7. Dezember 1990 Finanzminister. Daraufhin folgte die Position des Generalsekretärs, bis er am 26. April 1991 zum Premierminister Kameruns ernannt wurde. Seine Amtszeit beschränkte sich auf knapp ein Jahr, bis zum 9. April 1992. Er löste damit Luc Ayang ab.

## Familie
Er war der Bruder des Sportfunktionärs Issa Hayatou.